# Mirna (Mirna, Slovenija)
Mirna je naselje u slovenskoj Općini Mirna. Mirna se nalazi u pokrajini Dolenjskoj i statističkoj regiji Jugoistočnoj Sloveniji. 

## Stanovništvo
Prema popisu stanovništva iz 2002. godine naselje je imalo 1,465 stanovnika.